# Н-300
Н-300 е натоварване върху пътни мостове, дефинирано в стандарта БДС 1050:1989 „Натоварвания подвижни вертикални за изчисляване на пътни мостове“.
Н-300 моделира една или повече колони от автомобили, всеки от които има тегло 300 kN, разпределено върху три оси. Предната ос е натоварена с 60 kN, а задните с по 120 kN. Разстоянието между предната и първата задна ос е 6,00 m, а между двете задни – 1,60 m. В напречно направление разстоянието между колелата е 1,90 m. Разстоянието между осите на отделните автомобили в колоната е не по-малко от 10,00 m.